# Čermeľský potok
 (signalé en août 2025).
Si vous disposez d'ouvrages ou d'articles de référence ou si vous connaissez des sites web de qualité traitant du thème abordé ici, merci de compléter l'article en donnant les références utiles à sa vérifiabilité et en les liant à la section « Notes et références ».
- Archive Wikiwix
- Bing
- Cairn
- DuckDuckGo
- E. Universalis
- Gallica
- Google
- G. Books
- G. News
- G. Scholar
- Persée
- Qwant
- (zh) Baidu
- (ru) Yandex
- (wd) trouver des œuvres sur Wikidata

Čermeľský potok ou ruisseau de Čermeľ est un affluent droit de la rivière Hornád dans le bassin du Danube, en Slovaquie, donc un sous-affluent du Danube par le Sajó et la Tisza.

## Géographie
La source se situe dans les monts métallifères slovaques à proximité de Košická Belá. Il rejoint l'Hornád après 15 kilomètres. Le dernier tronçon est canalisé et porte le nom de Mlynský náhon (chenal du moulin). Historiquement, le ruisseau traversait le centre de la ville de Košice.

## Commune traversé
- Košice dans le quartier Sever